# Steve Golin
Steve Golin, właśc. Steven Aaron Golin (ur. 6 marca 1955 w Genevie, zm. 21 kwietnia 2019 w Los Angeles) – amerykański producent filmowy.
Absolwent New York University Film School. Karierę zaczynał jako autor zdjęć do filmów reklamowych. W 1986 został współzałożycielem Propaganda Film, firmy zajmującej się produkcją filmów reklamowych i teledysków. Był producentem teledysków m.in. Michaela Jacksona i Madonny. Pracował także jako producent filmowy przy takich filmach jak Dzikość serca (1990), Red Rock West (1993) czy Portret damy (1996). W 2006 otrzymał jako producent nominację do Oscara w kategorii najlepszy film za Babel, wspólnie z Alejandro Gonzálezem Iñárritu i Jonem Kilikiem. Oscara w tej kategorii zdobył za film Spotlight (2015) Toma McCarthy’ego.